# Juan Pérez Roldán
Juan Pérez Roldán, més conegut com el Maestro Roldan, (1604 - 1672) fou un compositor espanyol de música religiosa del que es diu que desenvolupava el magisteri de la Capella Reial Convent de l'Encarnació de Madrid a principis del segle xviii. La copia de les seves obres manuscrites que es conserven en l'arxiu musical del Escorial pertany al final del segle XVII; i en efecte, Saldoni, que testificava el primer, al parlar de Pérez Roldán, del qui fa una altra persona, afirma que era mestre de l'Encarnació de Madrid el 1687. Entre un i altre segle visqué Pérez Roldán. Fou un fecund compositor que assolí renom en la comarca propera a Madrid com ho testifiquen els arxius del Escorial i Segòvia.
Cultivà el gènere corejat, propi de la seva època. Llista de les obres que es conserven a El Escorial:
- Missa, a 8 veus;
- Missa, a 12;
- Dixit Dominus, a 8;
- Lauda Jerusalem, a 5 (1723);
- Magnificat a 12 de 1r to, 4 tiples;
- Cum invocarem, a 12;
- Qui habitat, a 12;
- Miserere, a 8;
- Feria quinta in coena Dni. Lamentació, 1.ª a 10;
- Motete a la Pasión de N. S. J. C., Regem cui omnia vivunt, a 8;
- Parce mihi, a 8;
- Libera me, a 8, 3 tiples;
- Corpus Cjristi, a 4;

i Al Santisimo Sacramento.
Saldoni assegura que el 1868 es conservava a Segòvia un llibre amb misses de rèquiem d'aquest mestre, que potser formava amb algunes de les peces últimament assenyalades un Ofici de difunts complet. Pérez Roldán posseeix l'estil i gènere peculiars de l'època, demostrant una rara intel·ligència i una inspiració austera i sòbria que recorda als grans polifonistes del segle xvi. L'acceptació que tingueren, prova el seu mèrit i que era tingut per un dels més sòlits compositors de la seva època.